# Pteridiosperma foveolatum
Pteridiosperma foveolatum är en svampart som först beskrevs av Udagawa & Y. Horie, och fick sitt nu gällande namn av J.C. Krug & Jeng 1979. Pteridiosperma foveolatum ingår i släktet Pteridiosperma och familjen Ceratostomataceae.   Inga underarter finns listade i Catalogue of Life.